# Immersió lleugera
La immersió lleugera o snorkeling és la pràctica de nedar a la superfície de l'aigua amb una màscara subaquàtica i un tub i, generalment, amb aletes. A les aigües més fredes s'utilitza una indumentària adequada que sol ser de neoprè. La combinació d'aquestes eines permet que el navegant pugui observar la vida aquàtica per períodes extensos de temps i amb relativament poc esforç. La màscara protegeix els ulls de l'aigua, mentre que permet tenir una bona visió del fons marí, i el tub permet la respiració directa, de manera que la persona no hagi de treure el cap de l'aigua i perdi la visió del fons, així com eliminar l'excessiu moviment a l'aigua.
L'snorkeling és una activitat recreativa popular particularment a balnearis turístics a les àrees tròpiques del món. Els practicants bussegen quan estan a la superfície per estalviar aire comprimit i els equips de cerca i salvavides, i utilitzen aquesta pràctica com una tàctica per la recerca aquàtica.
L'atracció principal de l'snorkeling és l'oportunitat d'observar la vida aquàtica al seu hàbitat natural. Això inclou els territoris coral·lins i els seus residents, com els peixos, cefalòpodes, estrelles de mar, eriçons de mar, i mol·luscos. L'snorkel en àrees sorrenques pot permetre la vista de mantes, i de diversos peixos plans o d'altres organismes com ara algues marines, gambetes i tortugues, així com gairebé qualsevol altre animal que es podria trobar a l'oceà depenent de l'hora i la ubicació. Molts dels organismes que viuen als empedrats són de meravellosos i esplendorosos colors, fet que fa que l'experiència sigui encara més emocionant.